# Dražen Radigović
Dražen Radigović (Sračinec, 9. siječnja 1965.) hrvatski katolički svećenik i karizmatik.

## Životopis

### Mladost i obrazovanje
Radigović je rođen 1965. godine u Sračincu. Za svećenika Zagrebačke nadbiskupije zaređen je 1991. godine.

### Pastoralno i karizmatsko djelovanje
Nakon svećeničkog ređenja pastoralno djeluje u raznim župama Zagrebačke nadbiskupije (Trnje, Pakrac, Čazma, Lupoglav, Belec, Marija Bistrica i Kašina). Usporedno sa župnim pastoralnim djelovanjem u mjestima u kojima službuje osniva i duhovno vodi karizmatske zajednice. Godine 1997. objedinjuje ih i utemeljuje Karizmatsko molitvenu zajednicu "Dobri Pastir". Pokreće časopis Rhema te od 2000. do 2007. godine organizira i vodi tridesetak većih karizmatskih susreta. U novije vrijeme vodi duhovne obnove po raznim župama.

## Vanjske poveznice
Mrežna mjesta
- Karizmatsko molitvena zajednica "Dobri Pastir", službeno mrežno mjesto